# Eschweilera pedicellata
Eschweilera pedicellata är en tvåhjärtbladig växtart som beskrevs av Scott A. Mori. Eschweilera pedicellata ingår i släktet Eschweilera och familjen Lecythidaceae. Inga underarter finns listade i Catalogue of Life.